# Laniarius erlangeri
Laniarius erlangeri là một loài chim trong họ Malaconotidae.